# Simply Deep
A Simply Deep volt az amerikai Kelly Rowland énekesnő debütáló albuma. A lemez több országban is #1 volt, például Angliában vagy Írországban. Négy kislemez került ki az albumról: Dilemma, Stole, Can't Nobody és Train On A Track.

## Dallista
1. "Stole" (Steve Kipner, Dane Deviller, Sean Hosein) – 4:03
2. "Dilemma" (Nelly Featuring Kelly Rowland) (Nelly, Bunny Sigler, Kenny Gamble) – 4:48
3. "Haven't Told You" (Anders Barrén, Jany Schella, Jeanette Olsson) – 3:42
4. "Can't Nobody" (Rich Harrison, Robert Reed, Tony Fisher) – 4:04
5. "Love/Hate" (Brandy Norwood, Blake English, Robert Smith) – 3:07
6. "Simply Deep" (Featuring Solange Knowles) (Troy Johnson, Solange Knowles) – 3:22
7. "(Love Lives in) Strange Places" (Kelly Rowland, Billy Mann, Damon Elliott) – 3:31
8. "Obsession" (Troy Johnson, Solange Knowles) – 3:35
9. "Heaven" (Kelly Rowland, Taura Jackson, Alonzo Jackson, Todd Mushaw) – 3:58
10. "Past 12" (Robert Fusari, Mary Brown, Falonte Moore, Balewa Muhammad, Taron Beal, Eritza Lauds) – 3:28
11. "Everytime You Walk Out That Door" (Mark J. Feist, Damon Sharpe) – 4:08
12. "Train On A Track" (Robert Fusari, Tiaa Wells, Belewa Muhammad, Sylvester Jordan) – 3:43
13. "Beyond Imagination" (Solange Knowles, Damon Elliott, Romeo Antonio) – 3:21[2]

Bónusz dalok
1. "Make U Wanna Stay" (Featuring Joe Budden) (Kelly Rowland, Jovonn Alexander, Matthew Knowles, Damon Elliott, Joe Budden, Winsome Mello Singh, Adeka Stupat) – 4:08
2. "Une Femme En Prison" (Stomy Bugsy Featuring Kelly Rowland) (Maleko, Stormy Bugsy, Djam L) – 5:10
3. "Stole" (H&D Nu Soul Mix) – 3:01
4. "No Coincidence" (Robert Fusari, Belewa Muhammad, Sylvester Jordan) – 3:44
5. "What Would You Do" – 3:58
6. "Stole" (Maurice's Nu Soul Mix) – 7:40

## Listás helyezések és minősítések
| Lista (2002–03)             | Szolgáltató                        | Listás helyezések | Minősítés |
| --------------------------- | ---------------------------------- | ----------------- | --------- |
| Australian Albums Chart     | ARIA                               | 5                 | Arany     |
| Austrian Albums Chart       | Media Control                      | 42                |           |
| Belgian Albums Chart        | IFPI/Ultratop                      | 39                |           |
| Canadian Albums Chart       | CRIA/Nielsen SoundScan             | 6                 | Arany     |
| Danish Albums Chart         | IFPI/Nielsen                       | 5                 |           |
| Finnish Albums Chart        | GLF                                | 17                |           |
| French Albums Chart         | SNEP/IFOP                          | 47                |           |
| German Albums Chart         | Media Control                      | 14                |           |
| Irish Albums Chart          | IRMA                               | 2                 |           |
| New Zealand Albums Chart    | RIANZ                              | 7                 |           |
| Norwegian Albums Chart      | VG Nett                            | 14                |           |
| Polish Album Chart          | OLIS                               | 21                |           |
| Swedish Albums Chart        | GLF                                | 32                |           |
| Swiss Albums Chart          | Media Control                      | 17                |           |
| UK Albums Chart             | BPI The Official UK Charts Company | 1                 | Platina   |
| U.S. Billboard 200          | Billboard                          | 12                | Arany     |
| U.S. Top R&B/Hip-Hop Albums | Billboard                          | 3                 | Arany     |